# Titanio venustalis
Titanio venustalis là một loài bướm đêm trong họ Crambidae.